# Magín Ferrer

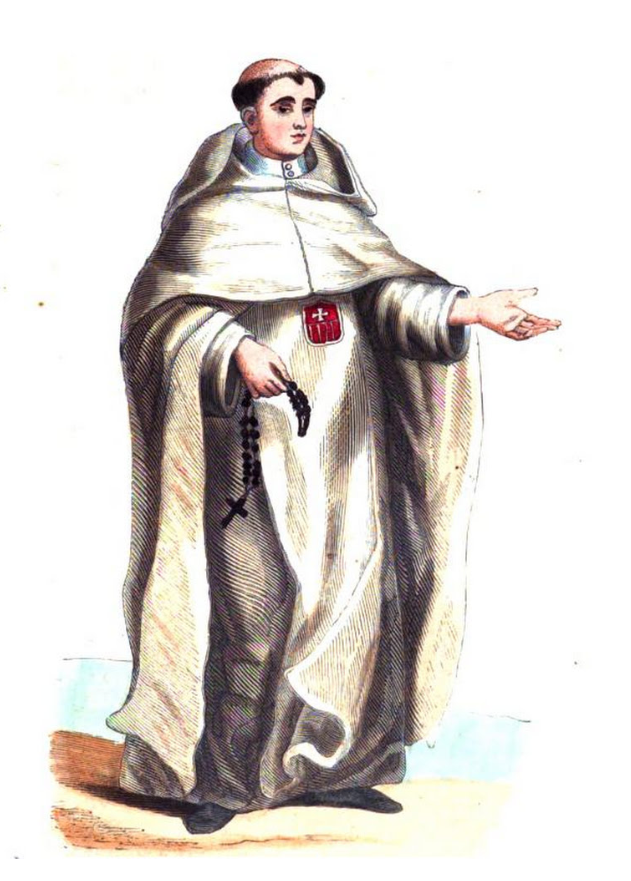
Religioso de la Merced

Magín Ferrer y Pons (Barcelona, 18 de octubre de 1792-Madrid, 16 de abril de 1853) fue un fraile mercedario, lexicógrafo y escritor español. Pensador tradicionalista, es conocido por haber sido, junto con Vicente Pou, uno de los primeros propagandistas de la causa carlista.

## Biografía

### Primeros años y formación
Era hijo de Mariano Ferrer y de Magina Pons. En 1807, a los catorce años de edad, ingresó en la Orden de la Merced. Un año después, en 1808, a causa de la invasión francesa de España se trasladó a Villanueva y Geltrú, donde estudió con irregularidad, a causa de la guerra de la Independencia Española, seis años de la carrera eclesiástica. Por su aplicación y amplios conocimientos fue nombrado maestro en Sagrada Teología.

### Vida docente
Se aplicó a los estudios con tanta dedicación que poco después de terminar los estudios ganó, por oposición, el cargo de profesor de Filosofía y de Teología en un centro de estudios de su Orden.
En 1819 se desplaza al Convento de San Ramón, donde permanecerá hasta 1822, año en el que huyó a Francia. Regresó a España un año después, en 1823. En 1825 el Capítulo Provincial de su Orden le nombró rector de la recién erigida Casa de Estudiantes de Teología de Tarragona,  siendo renovado en el cargo en el Capítulo Provincial de 1828.

### Vida eclesiástica y como escritor
En 1832 abandonó el cargo de rector al ser nombrado secretario de cámara del entonces obispo de Solsona, fray Juan José Tejada.
Después del estallido de la primera guerra carlista, escribió La cuestión dinástica, un alegato en favor de los derechos a la corona del infante Carlos María Isidro de Borbón, que, no obstante, no sería publicado hasta bastantes años después de su muerte, en 1869, tras el derrocamiento de Isabel II. Durante la primera guerra carlista Magín Ferrer habría llegado a proponer a la junta carlista de Berga que solicitase al pretendiente el restablecimiento de los fueros catalanes suprimidos en 1714, según afirmó Juan Mañé y Flaquer al Diario de Barcelona medio siglo después. Con la derrota de los partidarios de Don Carlos, se exilió durante un tiempo en Francia.
Se le atribuye haber mandado publicar en Barcelona en 1840, apenas acabada la guerra, una historia del conde de España, con el seudónimo de Felix Ramon Tresserra y Fábrega, quien habría sido un isabelino imaginario. No obstante, el historiador carlista Melchor Ferrer lo pone en entredicho debido a la diferencia de estilos. José Antonio Garí también le atribuye una historia política y militar de Napoleón Bonaparte bajo el seudónimo de Fortian José Pons. En 1841 publicó en Tolosa una obra en francés en defensa de los derechos de la Iglesia en España. Su obra más importante fue Las leyes fundamentales de la Monarquía Española según fueron antiguamente, y según conviene que sean en la época actual (1843), que hizo imprimir en Barcelona en dos volúmenes.
En 1849 fue llamado a Burgos como secretario del arzobispo Cirilo Almela.

### Lexicógrafo
En su faceta lexicográfica, publicó dos diccionarios castellano-catalán, que fueron reeditados durante el reinado de Isabel II, y en los cuales propuso para el catalán innovaciones ortográficas como la adopción de la grafía ñ en lugar del dígrafo ny o la supresión de la h final en las palabras acabadas en c.

### Muerte
Destacó como predicador católico, predicando la Cuaresma de las reales Órdenes en Madrid, la del Pilar en Zaragoza y muchos sermones. Instaló una imprenta en su convento, y él mismo tiraba como impresor. Cuando trabajaba como secretario del arzobispo de Burgos Cirilo de Alameda y Brea, le encargaron la redacción y dirección de la Librería religiosa de Barcelona, pero murió el 16 de abril de 1853 en Madrid, cuando se encontraba de paso hacia la ciudad condal. Fue sepultado en Madrid, en la iglesia de Santiago.

## Obras

#### Libros:
- Diccionario manual castellano-catalán (Reus, por Pablo Riera, 1836).
- Diccionario catalán-castellano (Barcelona, por Pablo Riera, 1839).
- Historia política y militar de Napoleon Bonaparte, puesta en su verdadero punto de vista (Barcelona, Imprenta Pablo Riera, 1840).
- Historia de la última época de la vida política y militar del conde de España y de su asesinato (Barcelona, Imprenta Pablo Riera, 1840). Historia de la última época de la vida política y militar del Conde de España y de su asesinato (Madrid, Gráficas Lar, 1844).
- Las leyes fundamentales de la Monarquía Española según fueron antiguamente, y según conviene que sean en la época actual (Barcelona, Imprenta de Pablo Riera, 1843).
- Impugnación crítica de la obra titulada: Independencia constante de la Iglesia Hispana y necesidad de un nuevo Concordato (Barcelona, por Pablo Rierra, 1844).
- Historia del derecho de la Iglesia en España en orden a su libertad e independencia del poder temporal (Barcelona, por Pablo Riera, 1845).
- Diccionario castellanocatalán, con una colección de 1.670 refranes. Segunda edición notablemente corregida y aumentada (Barcelona, por Pablo Riera, 1847). Diccionario catalán-castellano, con una colección de 1.670 refranes notablemente corregida y aumentada (Barcelona, por Pablo Riera, 1854).
- Compendio de la Historia del derecho de la Iglesia en España (Barcelona, por Pablo Riera, 1849).
- La cuestión dinástica (Madrid, Imprenta de La Esperanza, 1869).

#### Cartas:
- Carta en defensa del derecho de la libertad del Clero para proveerse de libros del rezo divino de donde y como mejor le convenga, contra un artículo que se publicó en la «Censura» del mes de mayo del año 1847.
- Carta dirigida al ilustrísimo señor Obispo de Canarias, en la cual se denuncia como altamente injuriosa á S. I. un libro titulado: «Cartas del Obispo de Canarias al Censor de su libro: Independencia de la Iglesia hispana».